# Леонід Теліга

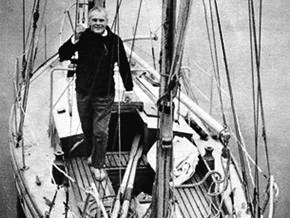
Леонід Теліга на своїй яхті

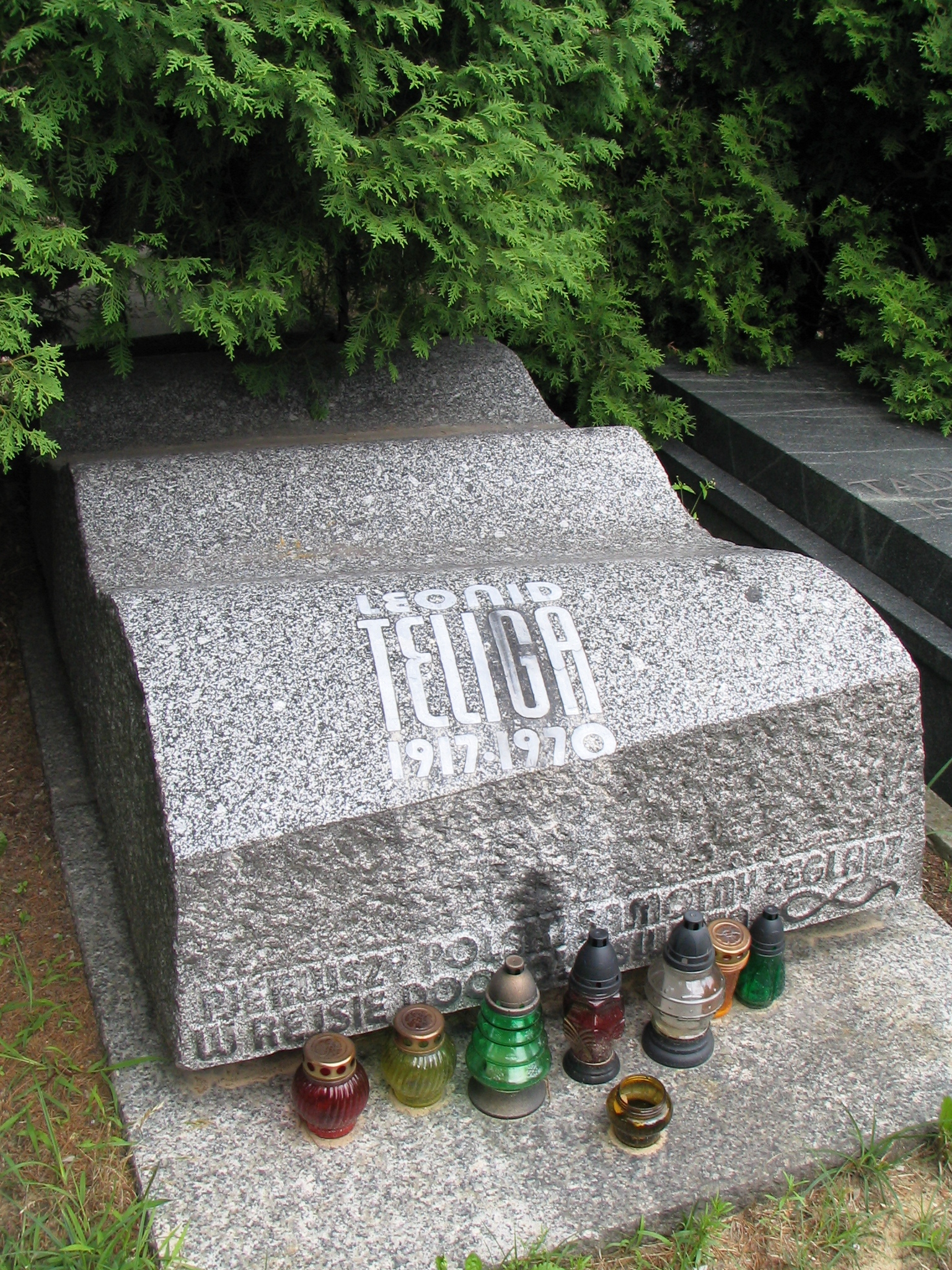
Місце поховання

Леоні́д Телі́га (28 травня 1917, Вязьма, Росія — 21 травня 1970, Варшава, Польща) — польський яхтсмен, письменник і журналіст, в 1967–1969 роках здійснив навколосвітнє плавання на 10-метровій яхті «Опті».
Дитинство провів в Ґродзіску-Мазовецькому, де закінчив середню школу.
З раннього дитинства захопився вітрильним спортом, ще до початку війни отримав патент морського яхтового стернового.
В 1939 році брав участь в обороні Польщі від нападу гітлерівської Німеччини, зокрема, бився під Томашевом. Був контужений, але пробрався до СРСР, де закінчив річні курси капітанів і плавав на риболовецьких суднах у Чорному морі. Під час радянсько-німецької війни капітан судна «Воля» Теліга брав участь в евакуації мешканців Ростова .
У 1942 році Теліга вступив до польської армії Андерса і незабаром, вже на Близькому Сході, командував ротою. У той час командування союзників шукало поповнення для військово-повітряних сил, особливо серед офіцерів, добре знайомих з штурманською справою. Після перепідготовки в Канаді льотчик Теліга бився на фронті.
Після війни Теліга повернувся на батьківщину. Працював журналістом і перекладачем. Його книга «Траулером до Африки» отримала премію. Він брав також участь у роботі Комісії ООН з перемир'я в Кореї і Лаосі, був радником з питань преси посольства ПНР в Італії.
В 1967–1969 роках наодинці здійснив навколосвітнє плавання на яхті «Опті» .